# أولف ليند
أولف ليند (بالسويدية: Ulf Linde) هو ملحن ومترجم وكاتب سويدي، ولد في 15 أبريل 1929 في ستوكهولم في السويد، وتوفي في 12 أكتوبر 2013 في أبرشية ليدينيو ‏ في السويد.

## وصلات خارجية
- أولف ليندة على موقع IMDb (الإنجليزية)
- أولف ليندة على موقع ميوزك برينز (الإنجليزية)
- أولف ليندة على موقع ديسكوغز (الإنجليزية)